# 차세연
차세연(1998년 7월 10일 ~)은 대한민국의 배우다. 2020년 SBS 드라마 '편의점 샛별이'로 데뷔했다.

## 방송
- 편의점 샛별이 (2020)
- 나의 위험한 아내 (2020)
- 토정로맨스 (2021)
- 디어엠 (2021)
- 고디바SHOW (2021) - 최종 생존
- 졸업 (2024)
- 페이스미 (2024)

## 영화
- 지구에서의 휴가 (2025)

## CF
- 하나카드
- CJ프레시지 밀키트